# Antonio Pinto Salinas
Pour les articles homonymes, voir Antonio Pinto (homonymie) et Pinto.
Antonio Pinto Salinas est un poète et homme politique vénézuélien, né à Tovar le 6 janvier 1915 et mort assassiné à San Juan de Los Morros le 11 juin 1953. Directeur et secrétaire général du parti Action démocratique pour la période 1953-1954 alors dans la clandestinité, il est assassiné par la Direction de la sécurité nationale au cours de la lutte contre la dictature militaire du général et président Marcos Pérez Jiménez.

## Hommages
La municipalité d'Antonio Pinto Salinas dans son État natal de Mérida a été baptisée en son honneur.